# Митки (зупинний пункт)
Митки́ — пасажирський залізничний зупинний пункт (колишня станція) Жмеринської дирекції Південно-Західної залізниці на лінії Жмеринка-Подільська — Могилів-Подільський між станціями Бар (13,5 км) та Копай (9,5 км). Розташований у селі Митки Жмеринського району Вінницької області.

## Пасажирське сполучення
На платформі Митки зупиняються приміські поїзди сполученням Жмеринка — Могилів-Подільський, пасажирські поїзди прямують без зупинки.